# Театр рабочей молодёжи

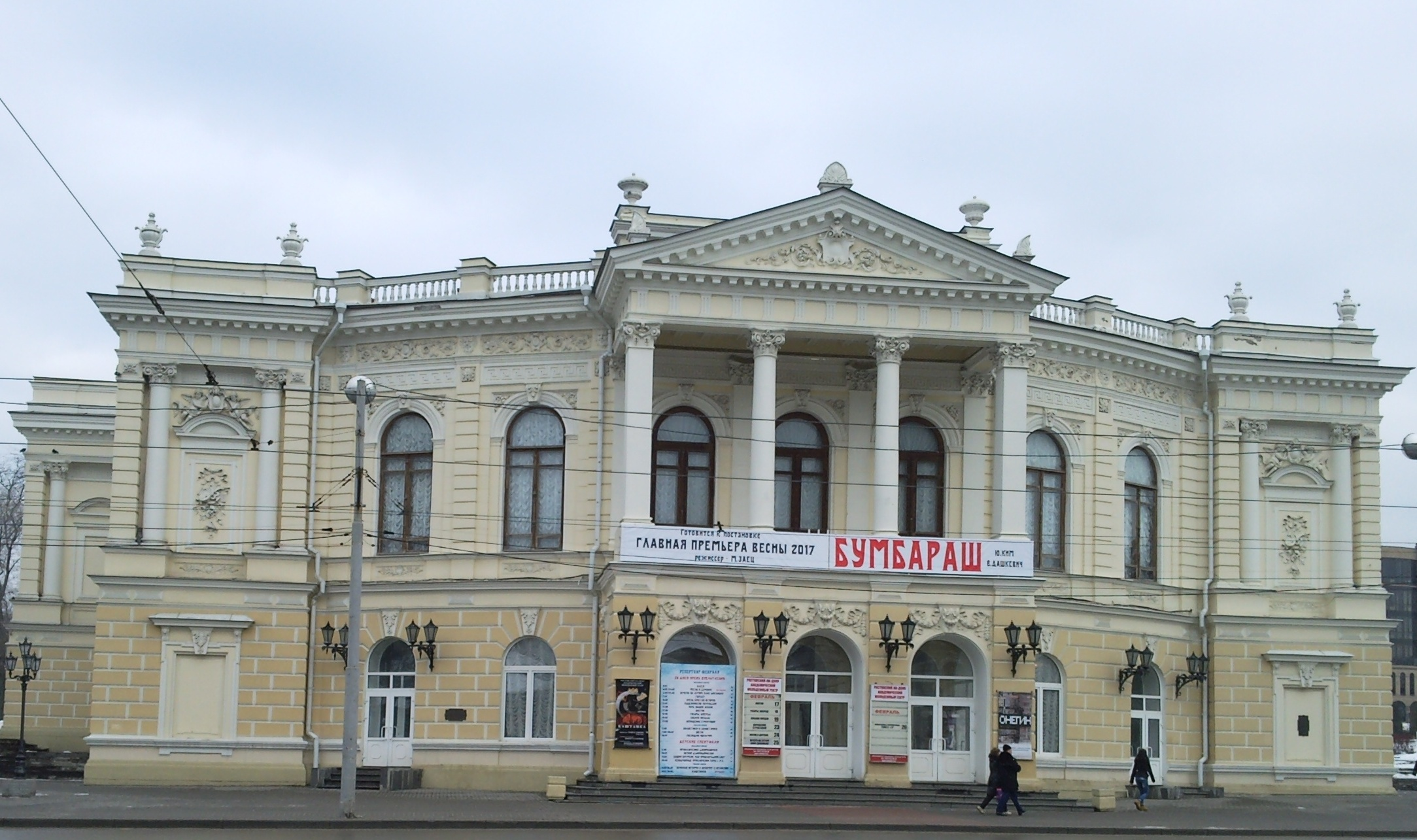
ТРАМ в Ростове-на-Дону

Театры рабочей молодёжи (ТРАМ; Трамтеатр) — советская система театров-студий состоящая из и для рабочей молодёжи, существовавшая в 1920—1930-е годы при поддержке ЦК ВЛКСМ. Художественный агитпроп комсомола. В ТРАМ
в первую очередь принимали комсомольцев-партийцев со стажем работы от 2 лет и возрастом от 16 до 23 лет.
Первыми открылись:
- c 1925 — Ленинградский театр рабочей молодёжи (Ленинградский ТРАМ).
- c 1927 — в Москве был создан Центральный театр рабочей молодёжи (современный Ленком).
- Затем театры с подобным названием благодаря «ТРАМ’овскому движению» появились в Баку, Перми, Ростове-на-Дону, Харькове, Куйбышеве и других городах.

20 апреля 1929 года открылся Съезд театров рабочей молодёжи, где было представлено 60 ТРАМов.

## Ленинградский ТРАМ
Первый Театр рабочей молодёжи появился в 1925 году в Ленинграде (в 1928—1931 годах он находился в здании театра на Литейном проспекте). Выпустив свою первую премьеру, «комсомольскую комедию в 5 действиях с пением и танцами» «Сашка Чумовой», театр приобрёл популярность как образец пролетарского искусства, поскольку деятельность его напрямую была связана с активистами комсомольского движения, агитационной работой.
Основу развития театра составляла активная молодёжь, пытающаяся «вмешиваться в дела производства, пропагандировать его передовиков, помогать делу строительства социализма».
Руководителем Ленинградского ТРАМа был последователь Адриана Пиотровского Михаил Соколовский, выдвинувший идею «молодёжного театра нового типа, связанного с рабочей молодёжью, с её общественным бытом, проблематикой и эстетическими требованиями».
В начале 1930-х годов театр начал переживать глубокий творческий кризис и отправился в гастроли по городам Сибири и Средней Азии. В здании, где до этого работали актёры театра (ныне здание «Государственного драматического театра на Литейном»), ещё некоторое время функционировал Музей трамовского движения.
В скором времени Ленинградский ТРАМ объединили с Красным и Новым театрами в Ленинградский Театр имени Ленинского комсомола.
Театром рабочей молодёжи интересовались В. Э. Мейерхольд, В. В. Маяковский, Д. Д. Шостакович, (композитор написал музыку к трём трамовским спектаклям: «Выстрел», «Целина» и «Правь, Британия!»).
Постановка спектакля «Выстрел» по пьесе А. И. Безыменского была осуществлена практически одновременно с постановкой произведения Мейерхольдом. Критики сравнивали два «Выстрела», и многие говорили, что трамовская версия получилась более удачной — во многом благодаря музыке Дмитрия Шостаковича.

## Центральный ТРАМ
В 1927 году по инициативе Московского комитета ВЛКСМ, под управлением Московскими зрелищными мероприятиями был основан Театр рабочей молодёжи (ТРАМ) в Москве. Открытие прошло 1 октября. В него приняли участников заводских и районных театров, а также коллектив театральной мастерской при Московском комитете комсомола. Поначалу актёры совмещали работу на фабриках с актёрской игрой, но вскоре полностью перешли в театр. Премьера первого спектакля «Зелёные огни» состоялась 20 ноября 1928 года в бывшем помещении кинотеатра имени Баумана на Спартаковской улице, 26.
С 1928 по 1932 годы Московским театром рабочей молодёжи руководил рабочий совет, состоявший из Ф. Ф. Кнорре, П. И. Соколов и Н. К. Чемберджи.
Первым режиссёром Центрального театра рабочей молодёжи в Москве был Н. С. Дементьев, заведующий музыкальной частью Н. К. Чемберджи, администратор — А. П. Ленский. В 1928—1929 годах художником-декоратором в театре работал С. И. Маркин. Работа была по оформлению агитационных представлений, где он, по образному выражению О. Ройтенберг, «расширял пространственно-временные границы воображения на сценах спектаклей».
В 1933 году театр переехал в здание Купеческого клуба (ул. Малая Дмитровка) и был переименован в Московский государственный центральный театр рабочей молодёжи. Труппу театра возглавили Н. П. Баталов, Н. М. Горчаков, В. Я. Станицын, Н. П. Хмелёв, Илья Судаков, Михаил Булгаков. Поначалу их творчество сосредоточивалось на плакатно-агитационных представлениях. Постепенно в театр ввели постановки по произведениям А. С. Пушкина, А. Н. Островского.
Летом 1934 года состоялись первые гастроли в Ленинград, где были показаны спектакли «Девушки нашей страны», «Чудесный сплав», «Продолжение следует».
В 1937 году ТРАМ объединили с театром-студией Рубена Симонова, директором объединения был назначен Александр Яковлевич Шумилин. Через год решением Центрального комитета ВЛКСМ театру присвоили профессиональный статус и новое имя — Московский государственный театр имени Ленинского комсомола. Главным режиссёром стал Иван Берсенев.
Основные спектакли:
- 1928 — «Зелёные огни»
- 1929 — «Зови фабком!», «Эх, любовь!», «Дай пять»
- 1930 — «Нефть», «Плавятся дни», «Клеш задумчивый»,
- 1931 — «Тревога»
- 1932 — «Девушки нашей страны»
- 1934 — «Чудесный сплав», «Продолжение следует».

## Зарубежные аналоги ТРАМ

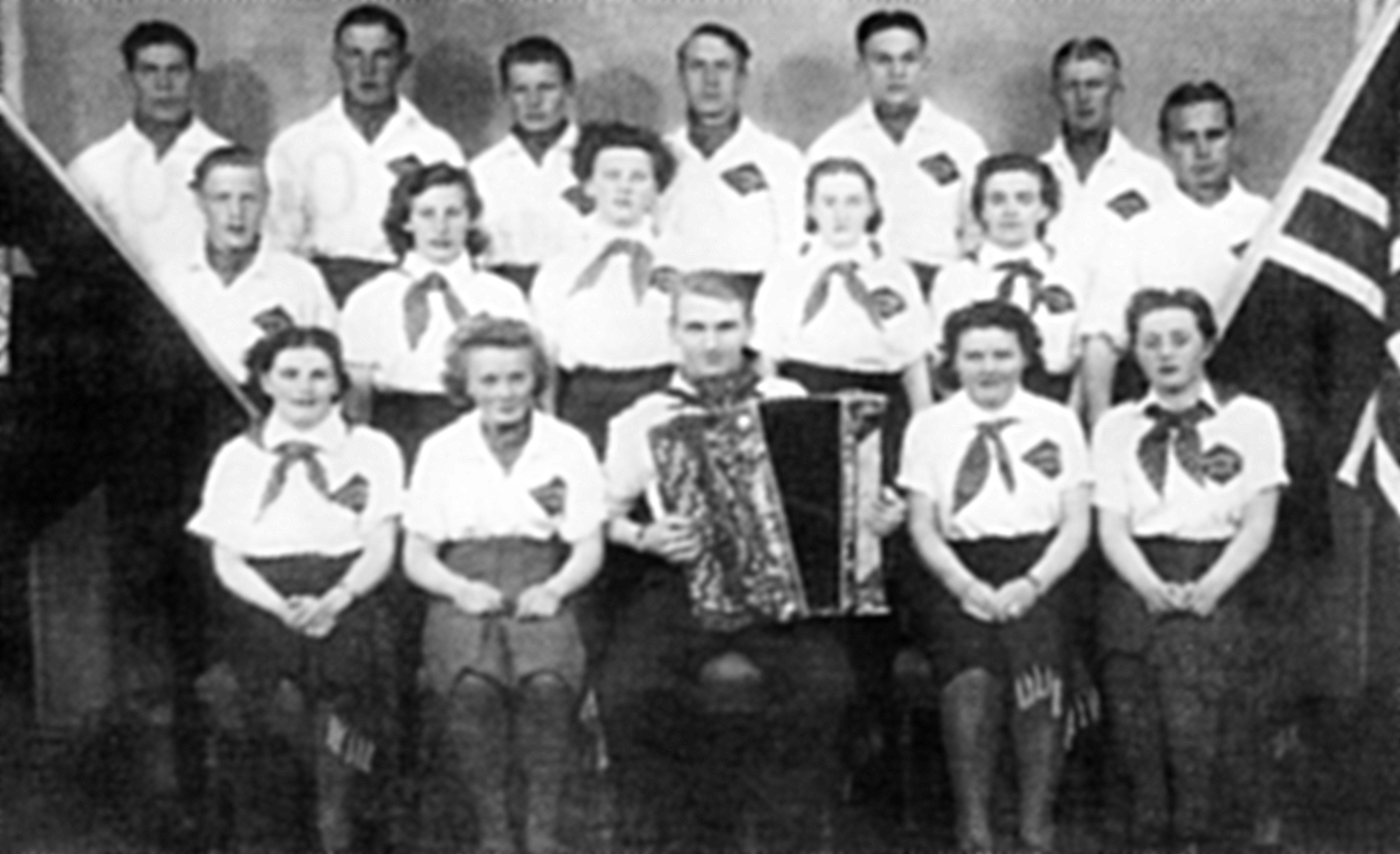
Коллектив трамъенга. Левангер, Норвегия, 1939

Идеи ТРАМ получили развитие и за рубежом.
Например, в Норвегии после посещения режиссёром Улавом Далгаром Международной олимпиады революционных театров, проходившей в мае — июне 1933 года в Москве, сперва в Осло, а потом и в других городах стали появляться театры-трамъенги (норв. tramgjeng), схожие с ТРАМ по форме и взявшие название от этой аббревиатуры.